# Raszków
Pour les articles homonymes, voir Raszków (homonymie).
Raszków est une ville de Pologne, située dans l'ouest du pays, dans la voïvodie de Grande-Pologne. Elle est le chef-lieu de la gmina de Raszków, dans le powiat d'Ostrów Wielkopolski.

## Histoire
De 1815 à 1919, Raschkow fait partie de l'arrondissement d'Adelnau dans le district de Posen au sein de la province de Posnanie.